# Léonie Geisendorf
Leonja Marie Kaplan Geisendorf (8 de abril de 1914 – 18 de marzo de 2016) fue una arquitecta polaca, que trabajó en Suecia la mayor parte de su vida.

## Biografía

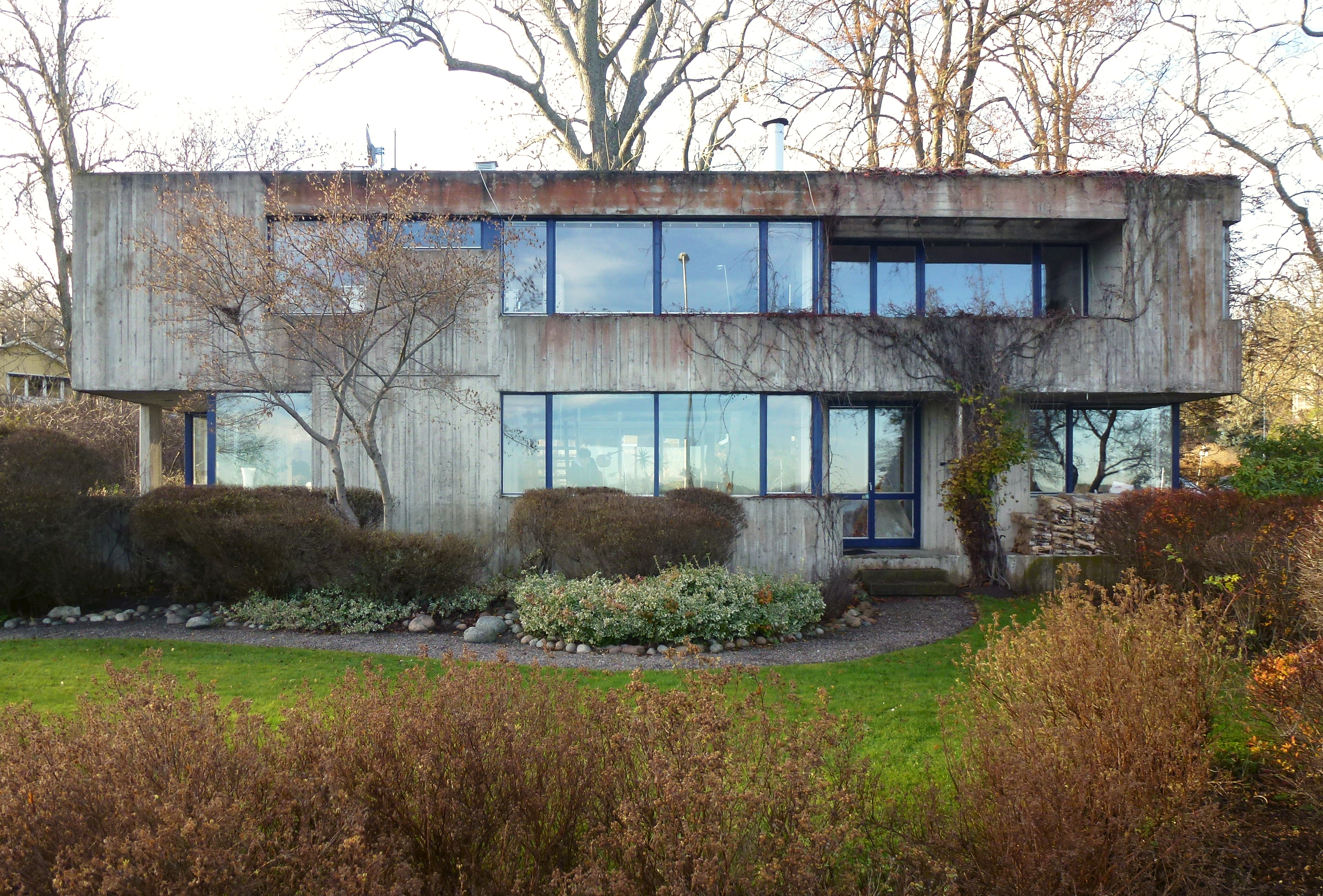
Villa Delin

Geisendorf nació en Varsovia, Polonia en 1914. Estudió arquitectura en Eidgenössische Technische Hochschule Zürich en 1938. Mientras estudiaba realizó prácticas junto a Le Corbusier en París, quien se convirtió en su inspiración y mentor.
Geisendorf falleció el 18 de marzo de 2016 a los 101 años, en París, Francia.

## Trayectoria

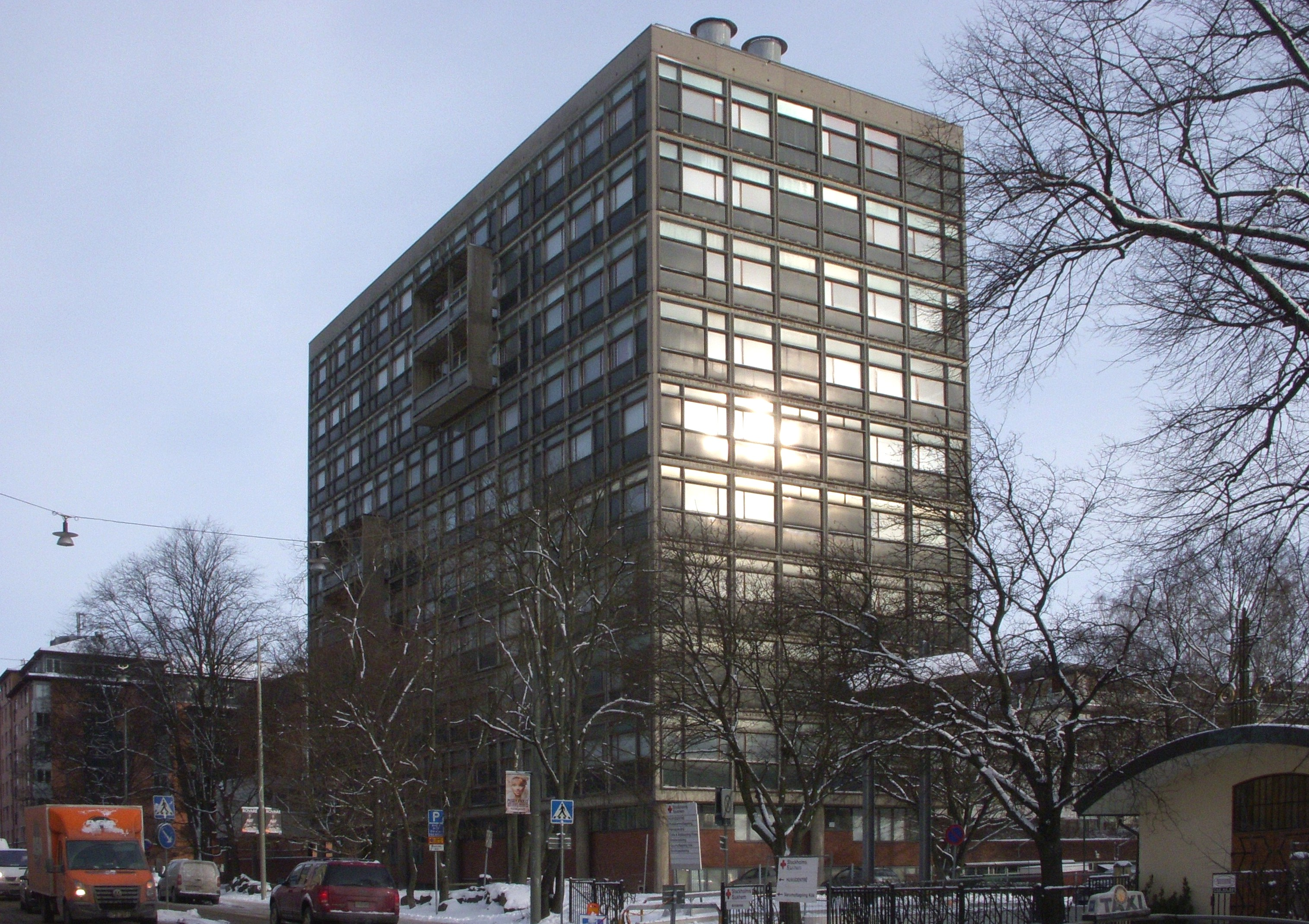
Instituto St Görans

Luego de graduarse se mudó a Suecia y comenzó a trabajar para Sven Ivar Lind, la oficina de arquitectura de la Asociación Cooperativa de Suecia y Paul Hedqvist. En 1950 estudió en Escuela de Arquitectura de la Academia de Artes en Estocolmo.
Su primera obra independiente fue la participación en el concurso para un nuevo edificio de oficinas en Estocolmo, proyectado junto con Ralph Erskine y Curt Laudon. Ganaron el primer premio pero la obra nunca llegó a construirse.
Léonie Geisendorf, se casó con su compañero de estudios Charles-Edouard Geisendorf en 1940. Juntos abrieron su primer estudio de arquitectura -L. & CE Geisendorf- y realizaron muchas obras de gran escala en la década de los 50. Una de sus primeras obras fue la Villa Ranängen, construida entre 1950 y 1951.
Su trabajo se caracterizó por seguir de igual manera forma y funcionalidad en sus obras -ya sean edificios en altura o viviendas unifamiliares-, por una especial atención por el detalle, el ambiente y la comprensión del modo de vida de los habitantes. Una de sus obras más representativas es Privy Council’s Road en Bagarmossen, una urbanización de 114 viviendas, la mayoría de ellas diseñadas por L. & CE Geisendorf, en representación del Departamento de Construcción de Estocolmo. La obra se realizó entre 1953 y 1956. Es uno de los principales ejemplos de vivienda moderna apareada en Estocolmo.
El Colegio St. Görans y la Villa Delin, obras realizadas en la década del 60, evidencian la influencia brutalista de Le Corbusier.
El edificio principal del Colegio St. Görans, de diez pisos de altura con una fachada no portante de hormigón in situ, recuerda a la Unidad Habitacional de Marsella de Le Corbusier. Dentro de las paredes de cristal del planta baja los arquitectos, Léonie y Charles Eduard Geisendorf, crearon una tradicional plaza de mercado. El pavimento de piedra une el exterior con el interior como la pared de ladrillo que se extiende tanto dentro y fuera de la hoja de vidrio delgada, que junto con otros materiales seleccionados invalida el límite entre exterior e interior.
La Villa Delin, con su vanguardista diseño en hormigón en bruto fue construido en 1966-1970, los encofrados de madera dieron como resultado una masa sólida y vibrante. Una casa con fachadas de estas características era prácticamente impensable en Suecia en ese momento. El concreto debía servir, pero no verse, sobre todo en un barrio residencial. Pero, discretamente inserta entre la vegetación y dotada de grandes superficies acristaladas, esta vivienda resultó ser más que un camaleón, la fusión con su entorno.
En paralelo al trabajo en su estudio, Léonie Geisendorf integró el Grupo ETG, una asociación informal junto a Ralph Erskine y Anders Tengbom. La idea fue trabajar juntos para crear nuevas ideas y para llevar a cabo concursos de arquitectura y proyectos de diseño. En 1965 participaron en un concurso de ideas para la zona sur de Sergels Torg. La propuesta llamada “Corso” propuso abrir el área entre la Plaza de Sergel y la Plaza de Gustav Adolf con una secuencia de corsos peatonales a través de los cuales se establecía un vínculo visual entre el nuevo centro (Hötorgscity) y la línea de costa de Strømmen. El primer premio fue para Peter Celsings, pero el jurado decidió premiar igualmente al Grupo EGT por su “su visión arquitectónica audaz, sus pensamientos provocativo y sus sugerencias para la renovación del entorno urbano de Estocolmo”.
Algunos de los proyectos más interesantes de Geisendorf están en dibujos y modelos. Uno de ellos es la Iglesia Católica Monumental en el Royal Garden. Geisendorf, trabajó en el proyecto durante 13 años, pero por diversas razones no se construyó. También está la propuesta para el nuevo edificio del Parlamento diseñado en 1971.
La obra de Léonie Geisendorf representa algunos de los mejores ejemplos arquitectura sueca de posguerras. Su trabajo se caracterizó por seguir de igual manera forma y funcionalidad en sus obras -ya sean edificios en altura o viviendas unifamiliares-, por una especial atención por el detalle, el ambiente y la comprensión del modo de vida de los habitantes.

## Reconocimientos
En 1995 recibió el título de Doctora Honoris Causa de la Escuela de Arquitectura de KTH en Estocolmo.
En 2003 recibió la Medalla del Príncipe Eugenio.